# Platycnemis sikassoensis
Platycnemis sikassoensis é uma espécie de libelinha da família Platycnemididae.
Pode ser encontrada nos seguintes países: Benin, República Centro-Africana, Costa do Marfim, Gâmbia, Gana, Guiné, Libéria, Mali, Nigéria, Senegal, Serra Leoa, Togo e Uganda.
Os seus habitats naturais são: florestas subtropicais ou tropicais húmidas de baixa altitude e rios.